# Arlette Baumans
Arlette Baumans, née à Herve le 9 juin 1951, est une architecte et urbaniste belge, cofondatrice du bureau liégeois Baumans-Deffet Architecture Urbanisme.

## Biographie
Arlette Baumans est licenciée en urbanisme et aménagement du territoire de l'Université de Liège. Après avoir travaillé comme architecte indépendante et reçu plusieurs prix pour ses projets, elle travaille dès 1987 pour l'Atelier d'architecture du Sart-Tilman, dirigé par Claude Strebelle. En 1990, elle en devient associée et travaille notamment sur l'extension du Palais de Justice sur la Place Saint-Lambert à Liège. Parallèlement, elle enseigne l'architecture pendant 20 ans (1991-2011) à l'Institut supérieur d'architecture Saint Luc de Wallonie à Liège. En 1999, elle s'associe avec Bernard Deffet et créent leur propre bureau "Baumans-Deffet Architecture Urbanisme". Depuis leurs réalisations sont nombreuses et variées en architecture (logements, culture, sport, commerce, éducation...) et en urbanisme (planification urbaine, espaces publics). Notons aussi qu'en 2015, Arlette Baumans est élevée au rang de chevalier du Mérite wallon .

## Prix et distinctions
- 1980 : Sélectionnée pour le prix d'architecture Robert Maskens avec une maison familiale [3]
- 2001: Prix spécial du jury pour la 13e édition du prix de l'urbanisme de la Ville de Liège. Lauréat pour le projet du Parc Saint Léonard à Liège (association momentanée Aloys Beguin-Arlette Baumans[4]
- 2003 : Nomination aux Awards de l'architecture belge pour le projet du Parc Saint Léonard à Liège dans la catégorie « constructions nouvelles non résidentielles »[5]
- 2006 : Grand prix européen de l'urbanisme pour le projet du Parc Saint Léonard à Liège[1]
- 2008 : Architexto no 7 - Baumans-Deffet, architectes + Géraldine Brausxh, Philosophies[6]

## Réalisations
- 1981-1982 : École maternelle de Grand-Rechain construite par A. et F. Baumans[3]
- 1999-2006 : Aménagement de l'Esplanade Saint-Léonard à Liège par Baumans-Deffet Architecture Urbanisme et Aloys Beguin en association momentanée[7],[8]
- 2005-2008 : Siège du Logis social de Liège par Baumans-Deffet Architecture Urbanisme[9]
- 2007-2014 : Interlac - Media / Culture [10] et Bureaux à Dison par Baumans-Deffet Architecture Urbanisme
- 2009-2013 : Centre Adeps de Neufchâteau par Baumans-Deffet Architecture Urbanisme[11]
- 2009-2015 : Logements rue Stéphanie à Bruxelles par Baumans-Deffet Architecture Urbanisme[12]
- 2012-... : réhabilitation du Val Benoît (master plan, espaces publics, génie civil, centrale thermoélectrique)[13]
- 2019-... : Reconversion de la Cité Administrative de Liège par Baumans-Deffet Architecture Urbanisme[14]